# Flexity Outlook
Flexity Outlook är en spårvagnsmodell som tillverkas av Alstom, före detta Bombardier Transportation. Flexity Outlook finns i två versioner, vilka på ytan ser helt olika ut.
Versionen Eurotram skulle lika gärna kunna vara ett tåg som en spårvagn. Den har stora fönster längs hela sidorna. Denna typ används i bland andra Strasbourg och Milano.
Versionen Cityrunner ser ut som en traditionell spårvagn. Denna typ används bland andra i Innsbruck, Linz, Graz, Łódź, Genève och Bryssel.
Båda versionerna har 100% låggolv och är byggda antingen som enriktnings- eller tvåriktningsvagnar. Flexity Outlook är konstruerad för att kunna anpassas  till olika bredd eller olika krav på kurvtagning, eller till originella utseenden.